# Tramwaje w Maracaibo
Tramwaje w Maracaibo − zlikwidowany system komunikacji tramwajowej w wenezuelskim mieście Maracaibo, działający w latach 1884−1934.

## Historia
Pierwsze tramwaje w Maracaibo uruchomiono 5 października 1884, były to tramwaje konne. Wagony do obsługi linii tramwajowej o długości 3,2 km do Los Haticos dostarczyła firma John Stephenson Co. z Nowego Jorku. Rozstaw szyn na linii wynosił 762 mm. W 1886 otwarto linię tramwajową do Empedrado. W 1891 spółka Compañía de Vapor de Bella Vista otworzyła linię tramwaju parowego do Bella Vista. W styczniu 1915 spółka Tranvía de Maracaibo zamówiła w fabryce Jackson & Sharp Co. z Wilmington wagon akumulatorowy. Wagon ten od maja zaczął obsługiwać linię do Los Haticos. W tym samym roku zamówiono kolejne tramwaje akumulatorowe u tego samego producenta. Około 1916 spółka Compañía de Vapor de Bella Vista zmieniła nazwę na Empresa Tranvía Eléctrico de Bella Vista. 28 lipca 1916 spółka ta zamówiła 4 tramwaje elektryczne w firmie J. G. Brill Co. Pierwsze tramwaje elektryczne zostały uruchomione 18 maja 1917. Wkrótce spółka Tranvía de Maracaibo zmieniła nazwę na Empresa Tranvías Eléctricos de Maracaibo i 23 czerwca 1920 zamówiła w firmie J. G. Brill Co. 10 tramwajów elektrycznych. Pierwszą linię tramwajową należącą do tej spółki otwarto pod koniec 1920. Linia ta łączyła Los Haticos z El Milagro. W 1924 kolejna spółka Empresa de Tracción y Fuerza Eléctrica zamówiła tramwaje elektryczne w firmie J. G. Brill Co. W listopadzie 1925 spółka ta otworzyła linię tramwaju elektrycznego w zachodniej części miasta. Była to duża pętla przez Las Delicias i El Paraíso. Do 1928 zamawiane przez trzech operatorów tramwaje elektryczne pochodziły z firmy J. G. Brill Co., były to zarówno tramwaje dwu oraz czteroosiowe. W 1933 w mieście było 41 km tras, po których kursowało 36 tramwajów. Sieć tramwajową w Maracaibo zlikwidowano w 1934. 